# Banca europea per la ricostruzione e lo sviluppo
La Banca europea per la ricostruzione e lo sviluppo (BERS o, nell'acronimo inglese, EBRD) è un organismo finanziario internazionale che opera nei paesi dell'Europa centrale ed orientale e dell'Asia centrale e che viene, generalmente, ricompreso tra le banche multilaterali di sviluppo regionale, categoria nella quale, oltre alla Banca asiatica di sviluppo, alla Banca Interamericana di Sviluppo ed alla Banca africana di sviluppo, sono annoverate anche la Banca europea degli investimenti e la stessa Banca internazionale per la ricostruzione e lo sviluppo (nota anche come Banca Mondiale). La BERS è stata costituita il 15 gennaio 1990 a Parigi.
Rispetto a queste istituzioni, la BERS presenta delle caratteristiche peculiari che rappresentano l'evoluzione di questa tipologia di organismi internazionali. La BERS presenta, infatti, una forte accentuazione politica del proprio mandato: secondo lo statuto della banca questa può, infatti, operare esclusivamente in quei paesi dell'Europa centrale ed orientale e dell'Asia centrale che stiano attuando la transizione da un sistema monopartitico ed un'economia centralizzata ad un sistema basato sull'economia di mercato, la democrazia pluripartitica ed il pluralismo, favorendo a tal fine il necessario sviluppo del settore privato. Il fine istituzionale della BERS si distingue quindi marcatamente da quello delle altre banche internazionali regionali, cui compete, genericamente, di favorire il progresso e la ricostruzione economica nella rispettiva area di intervento.

## Ruolo e risorse
Più in particolare, la Banca ha il compito di aiutare i paesi beneficiari nella messa in opera delle riforme economiche e strutturali, comprese quelle miranti allo smantellamento dei monopoli, alla decentralizzazione ed alla privatizzazione, riforme tali da aiutare le loro economie a divenire pienamente integrate nell'economia internazionale.
Altro elemento politico introdotto è quello della previsione statutaria di un limite rigido dell'operatività della banca nel settore pubblico: complessivamente non più del 40% delle operazioni della banca possono, infatti, essere attuate nel settore pubblico (e tale limite deve essere rispettato non solo nella sua globalità ma anche unitariamente in ciascuno dei paesi recipienti) e ciò a ragione del timore che un ulteriore afflusso di risorse al settore pubblico (rispetto a quelle già messe a disposizione dalla altre istituzioni multilaterali di sviluppo operanti nell'area, BIRS in testa) potrebbe comportare uno sviluppo sconsiderato dello stesso (statalizzazione).
Al contrario la BERS opera per la privatizzazione delle imprese statali e l'instaurazione dell'economia di mercato.
Un'ulteriore peculiarità della banca è, poi, quella di annoverare, tra i propri membri, due soggetti internazionali: fra i 42 fondatori della Banca vi sono, infatti, la Comunità europea (ora Unione europea) e la Banca europea degli investimenti e ciò a ragione della forte caratterizzazione comunitaria della banca e dei legami tra questa e le istituzioni comunitarie: a norma dello statuto della banca, infatti, l'assetto azionario delle partecipazioni alla stessa può mutare, ma è stabilito un limite per il quale il complesso delle azioni detenute dai membri dell'Unione, dalla Unione europea stessa e dalla BEI non può essere inferiore al 51% del capitale sociale della Banca.
Un ultimo aspetto caratterizzante la banca è quello che, a differenza delle altre banche multilaterali di sviluppo che operano prevalentemente attraverso prestiti ai governi dei paesi recipienti e che sono invece affiancate da organismi specializzati per quanto riguarda l'attività di investimento azionario, di collocamento dei titoli e di assistenza tecnica tipiche delle merchant bank (come ad esempio la Società finanziaria internazionale che opera come affiliata della Banca Mondiale), la BERS è statutariamente autorizzata ad operare in proprio per l'attività di investimento azionario diretto e le altre attività di merchant banking o venture capital.

## BERS
La BERS, sia per i tempi che per le modalità della costituzione non meno che per il contenuto del suo statuto, è stata definita come il primo atto del trattato di pace che pose fine alla guerra fredda; in effetti, essa può essere considerata come frutto dello spirito e dei principi affermatisi nell'ambito della Conferenza di Helsinki sulla sicurezza e la cooperazione in Europa (CSCE) alla quale, in effetti, si riferisce in maniera specifica il preambolo all'Accordo istitutivo della banca.

## Paesi nei quali la banca opera

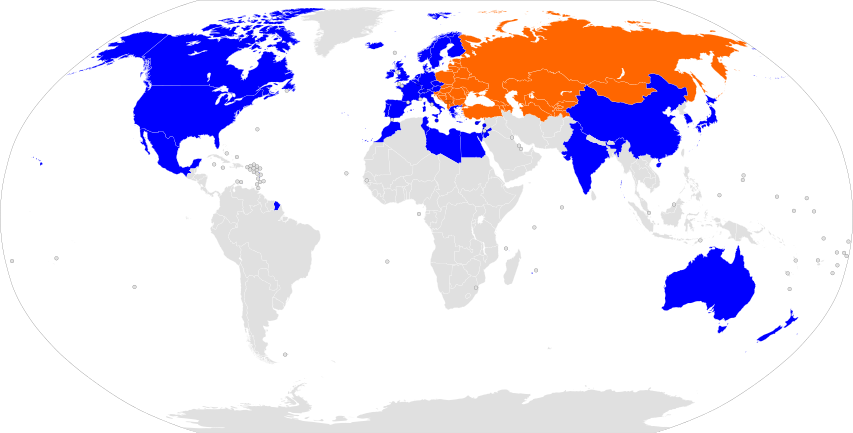
Paesi membri della BERS
Paesi membri che ricevono i finanziamenti
Paesi membri

Paesi membri che ricevono i finanziamenti
     Paesi membri
| - Albania - Armenia - Azerbaigian - Bielorussia - Bosnia ed Erzegovina - Bulgaria - Croazia - Estonia - Georgia | - Kazakistan - Kirghizistan - Lettonia - Lituania - Macedonia del Nord - Moldavia - Polonia - Rep. Ceca - Romania | - Russia - Serbia - Slovacchia - Slovenia - Tagikistan - Turkmenistan - Ucraina - Ungheria - Uzbekistan |